# SR OS
SR OS (abréviation de « Service Router Operating System », Système d'exploitation pour routeurs de services), est le système d'exploitation produit par Alcatel-Lucent et qui équipe toute sa gamme de routeurs IP/MPLS.

## Description
SR OS est conçu pour répondre aux exigences de fiabilité d'un environnement de service MPLS / IP qui doit être toujours disponible. Il est conçu pour être temps réel, modulaire et a tolérance de pannes. Le système d'exploitation a une stricte séparation entre le plan de contrôle et le plan de commutation. SR OS supporte aussi des fonctionnalités pour la haute disponibilité comme l’agrégation de liens multi-châssis, le mécanisme Fast-reroute de MPLS, etc.
Le système supporte le In-Service Software Upgrade (ISSU) pour la mise à jour de l'OS sans interruption de service.